# Locum Beati Petri
Locum Beati Petri (hrv. 'Mjesto blaženog Petra'), papinska bula Lava XII. objavljena 30. lipnja 1828. godine kojom je preuređena crkvena organizacija u Dalmaciji. Izdana je na traženje bečkog Dvora koji je, nakon Napoleonskih ratova, želio ugraditi novostečeni teritorij Kraljevine Dalmacije i institucije Katoličke Crkve u njoj u sastav Habsburške monarhije i odrediti joj političke i upravne okvire koji bi odgovarali centralističkim težnjama Beča.

## Sadržaj i provedba papinske bule
Bulom je papa degradirao drevnu Splitsku nadbiskupiju i metropoliju, sveo je na razinu biskupije i pripojio joj makarsku biskupiju koja je tim činom prestala postojati kao samostalna biskupija. Istom odlukom Zadarska je nadbiskupija dobila dostojanstvo dalmatinske metropolije kojoj je podvrgnuta splitsko-makarska biskupija.
Istodobno je i dubrovačka Crkva svedena na razinu biskupije, pulska je pripojena Porečkoj biskupiji, a osam ih je ukinuto: Novigradska, Osorska, Rapska, Skradinska, Ninska, Trogirska, Korčulanska i Stonska biskupija. Budvanska biskupija također je ukinuta, a teritorij joj je 1830. pripojen Kotorskoj biskupiji.
Splitskom nadbiskupu oduzet je metropolitanski naslov i titula primasa Dalmacije i čitave Hrvatske, a novoj su zadarskoj metropoliji podvrgnute kotorska, dubrovačka, hvarska, splitska i šibenska dijaceza.
Tim odlukama centralizirana je crkvena vlast, smanjen je broj biskupija i provedeno njihovo približno izjednačavanje s teritorijalno-političkim granicama.